# Libertas (Dubrovnik)
Libertas je slogan grada Dubrovnika. Stara gradska zastava imala je natpis "Libertas".
Libertas je latinska riječ za slobodu. U Dubrovačkoj Republici, sloboda se smatrala jednom od najvećih životnih vrijednosti. Riječ "libertas" bila je slogan i simbol Dubrovačke Republike. Ona je među prvima u svijetu zabranila ropstvo, donijevši odluku o zabrani 1418. godine. Na tvrđavi Lovrijenac na kamenu piše latinski natpis: "Non bene pro toto libertas venditur auro", što na hrvatskom jeziku znači "Sloboda se ne prodaje za sve zlato". Dubrovački književnik Ivan Gundulić opjevao je himnu slobodi u pastoralnoj drami "Dubravka": "O lijepa, o draga, o slatka slobodo". Jedna od zastava Dubrovačke Republike imala je na sebi natpis "libertas". Danas se ta zastava koristi prilikom otvorenja Dubrovačkih ljetnih igara, kada se podiže na Orlandov stup.
U Dubrovnik se često koristi ime "libertas" pa tako postoji dubrovački Libertas Film Festival, hotel "Rixos Libertas", autoprijevozno poduzeće "Libertas", mješoviti zbor Libertas, moto-klub Libertas itd.